# Lijst van spelers van VPS Vaasa
Deze lijst omvat voetballers die bij de Finse voetbalclub VPS Vaasa spelen of gespeeld hebben. De namen van de spelers zijn alfabetisch gerangschikt.

## A
- Jussi Aalto
- Denis Abdulahi
- Ansi Agolli
- Jan Ahlvik
- Janne Ahola
- Matti Ahonen
- Jussi Äijälä
- Juho Alasuutari
- Bamo Alfat
- Tomi Ameobi
- Tomasz Arceusz
- Aapo Autio

## B
- Neil Bailey
- Richie Barroilhet
- Jan Berg
- Henry Bergström
- Edgar Bernhardt
- Tony Björk
- Kim Böling
- Jonas Britschgi
- Kazimierz Buda

## C
- Tomer Chencinski
- Abdoulie Corr
- Bouna Coundoul

## D
- Anthony Clement Dafaa
- Tristan Dekker

## E
- Osahon Eboigbe
- Greg Eckhardt
- Rafael Edereho
- Jussi Ekström
- Miika Ekström
- Jesper Engström
- Björn Enqvist
- Karl-Filip Eriksson
- Roy Essandoh

## F
- Petteri Forsell
- Cheyne Fowler
- Giuseppe Funicello

## G
- Kasper Genas
- Mikael Göransson

## H
- Toni Hahto
- Markus Hangelin
- Lauri Häyhä
- Riku Heini
- Janne Henriksson
- Jyri Hietaharju
- Janne Hietanen
- Atte Hoivala
- Jari Hudd
- Jyrki Huhtamäki
- Mikko-Ville Hyyhönen

## I
- Sasu Iivonen
- Joonas Ikäläinen
- Mikko Inki
- Antonio Inutile
- Olli-Pekka Itälä

## J
- Jussi Jääskeläinen
- Jasse Jalonen
- Martti Järvinen
- Jari Jäväjä
- Augustine Jibrin
- Akseli Juslin

## K
- Pekka Kainu
- Juuso Kangaskorpi
- Jan Karas
- Juha Karvinen
- Peter Kauppi
- Tommi Kautonen
- Kenan Kelmendi
- Grant Kerr
- Juuso Kevari
- Tomi Kinnunen
- Tauno Koistinen
- Aleksandr Kokko
- Petri Kokko
- Timo Korsumäki
- Tero Koskela
- Ville Koskimaa
- Béla Kovács
- Mathias Kullström
- Heikki Kultti
- Väinö Kultti
- Jung-Hyuk Kwon

## L
- Olavi Laakso
- Valtter Laaksonen
- Eino Lahti
- Roger Lange
- Peter Lindholm
- Rikard Lindroos
- Alpo Lintamo
- Nuuti Lintamo
- Kimmo Lipponen
- Robin Lod
- Patrik Lomski
- Rami Louke
- Ville Luokkala
- Jani Lyyski

## M
- Pekka Mäkelä
- Mustafa Maki
- Ari Mäkynen
- Alessandro Marzuoli
- Henrik Moisander
- Steven Morrissey
- Kuutti Mujunen

## N
- Timo Nevanperä
- Miika Niemi
- Daniel Nordström
- Gunnar Norebø
- Jaakko Nyberg
- Jens Nygård
- Tomas Nygard

## O
- Liam O'Neil
- Juhani Ollila
- Patrice Ollo

## P
- Tomi Paananen
- Markus Paija
- Jarno Parikka
- Mike Peltola
- Antti Peltonen
- Kevin Peth
- Jacek Pietrzykowski
- Brian Pope
- Jon Poulsen
- Ville Priha
- Harri Puhakainen
- Jukka Puurunen

## R
- Juha Reini
- Mauno Rintanen
- Jussi Roiko

## S
- Jorma Saarinen
- Sami Salmi
- Jyrki Saranpää
- Jukka Sauso
- Jussi-Pekka Savolainen
- Henri Scheweleff
- Jordan Seabrook
- Arttu Seppälä
- Henri Sillanpää
- Benjamin Slotte
- Hugh Smith
- Karsten Smith
- Lawrence Smith
- Tim Sparv
- Sebastian Strandvall
- Björn Stringheim
- Marko Suoste

## T
- Tero Taipale
- Jani Tanska
- Kimmo Tarkkio
- Maciej Tataj
- Panu Toivonen
- Maciej Truszczynski
- Joacim Tuuri

## U
- Antti Uimaniemi
- Jani Uotinen

## V
- Joonas Vahtera
- Sven Ventjärvi

## W
- Jan-Christian Westermark
- Nils-Erik Wilen
- O'Brian Woodbine

## Y
- Ville Ylinen

## Z
- Vladan Zlatkovic